# Cytosine
La cytosine est une base nucléique, et plus exactement une base pyrimidique (voir aussi ADN et ARN). On la trouve sous forme de nucléotide : dans l'ADN c'est la dCMP pour désoxycytidine monophosphate ou désoxycytidylate, et dans l'ARN la CMP pour cytidine monophosphate ou cytidylate, ainsi que sous forme de nucléoside avec la désoxycytidine et la cytidine. La cytosine s'apparie avec la guanine dans l'ADN comme dans l'ARN et existe sous 3 formes tautomères dont deux stéréoisomères (1H et 3H) et une tautomère avec un groupe fonctionnel différent (2H : oxo- en hydroxy-). Lorsqu'elle se trouve comme troisième élément d'un codon d'ARN, la cytosine est interchangeable avec l'uracile (la présence de l’une ou l’autre de ces bases en 3e position ne change pas l'acide aminé codé).

## Dimère
Sous l'action des rayons UV, les bases pyrimidiques comme la cytosine et la thymine peuvent former des liaisons avec les bases adjacentes plutôt qu'avec leurs vis-à-vis complémentaires.
Une telle action a pour effet de créer ce que l'on appelle un dimère qui a comme conséquence de nuire au bon maintien de l'ADN, notamment lors de sa réplication et de sa transcription ; les protéines ainsi produites subissent une mutation faux sens. Il s'agit du lien entre le cancer de la peau et les coups de soleil à répétition qui finissent par amener des mutations importantes au génome des cellules de la peau.

## Epigénétique:méthylation
La cytosine peut-être méthylée chez les Eucaryotes en 5-méthylcytosine par l'enzyme ADN méthyltransférase dans les dimères C-G de l'ADN.